# Ampycus telifer
Ampycus telifer is een hooiwagen uit de familie Gonyleptidae. De wetenschappelijke naam van Ampycus telifer gaat terug op Butler.